# Fátima Santos
Fátima Santos (Carvalhal) é uma fadista portuguesa. Vive actualmente nos Estados Unidos.
Começou por cantar na igreja local, e mais tarde dedicou-se ao fado de Coimbra.
Em 2003 lançou o CD Nostalgia, e participou no disco Coimbra Fado, do grupo Aeminium.
Encontra-se a gravar dois álbuns: "Coimbra, um roteiro musical pelos diversos tipos de canção daquela cidade, e Nitidez do Comum, com originais de José Luis Iglésias.

## Discografia
- Nostalgia[2] - 2003
- Coimbra Fado - 2003